# Лоренцо Бернарді
Лоренцо Бернарді (італ. Lorenzo Bernardi; нар. 11 серпня 1968, Тренто) — італійський волейбольний тренер, колишній волейболіст. Один із найтитулованіших гравців в історії, дворазовий чемпіон світу. У 2001 році його назвали найкращим гравцем світового волейболу у XX столітті. Член Волейбольної зали слави.

## Життєпис
Народжений у Тренті.
Грав, зокрема, за клуби «Американіно» (Падуя, 1984—1985), «Філіпс» (Модена, 1985—1990), «Сіслей» (Тревізо, 1990—2002), «Олімпіакос» (Пірей, 2005—2006), «Мармі Лянца Верона» (Marmi Lanza Verona).
У 2010—2014 роках був головним тренером польського клубу «Ястшембський Венґель», у 2014—2016 — турецького «Галкбанку» (Анкара), від 8 листопада 2016 до 2019 — італійського ВК «Sir Safety Umbria Volley». Від 23 листопада 2019 року був головним тренером італійського ВК «Gas Sales Bluenergy Piacenza» (або ВК «П'яченца»).
Нагороджений Орденом «За заслуги перед Італійською Республікою».

## Виступи на Олімпіадах
| Олімпіада    | Дисципліна | Місце |
| ------------ | ---------- | ----- |
| Атланта 1996 | волейбол   | 2     |